# George Canning (kötélhúzó)
George Walter Canning (Bermondsey, 1889. augusztus 23. – Rochford, 1955. június 17.) olimpiai bajnok brit kötélhúzó.
Az első világháború utáni olimpián, az 1920. évi nyári olimpiai játékokon indult kötélhúzásban. A londoni városi rendőrség csapatában szerepelt. Rajtuk kívül még négy ország indult (amerikaiak, belgák, hollandok és az olaszok). A verseny Bergvall-rendszerben zajlott. A döntőben a hollandokat verték.